# Tavito Vásquez
Cleto Octavio Vásquez, el nombre de músico es  Tavito Vásquez (Santiago de los Caballeros; 24 de abril de 1928 - Santo Domingo; 26 de enero de 1995) fue un saxofonista dominicano y uno de los primeros músicos en combinar el lenguaje popular del saxo típico dominicano con las influencias del jazz y el bebop en la improvisación. Su virtuosa forma de interpretación creó toda una escuela dentro de la música popular dominicana.

## Biografía
Perteneciente a una familia de músicos, a los ocho años de edad recibió de su padre los primeros rudimentos de la música y a los 12 años formó parte de la banda municipal en Santiago. En esa ciudad, trabajó con las orquestas. Maravilla, Liras del Yaque y Hermanos Vásquez. 
Más tarde, ya en Santo Domingo, fue saxofonista de planta en la orquesta de La Voz Dominicana y también realizó presentaciones para la radio con el conjunto típico "Alma Criolla".
Como músico de sesión grabó con populares cantantes y grupos de la época como Joseíto Mateo, Elenita Santos, Luis Kalaff, Ramón Garcia y su "Conjunto Típico Cibao" y la «Orquesta José Reyes». También fue saxofonista del Trío Reynoso y director musical de la "Orquesta Angelita".

## Discografía
- Alma Criolla (1956)

1. Los Saxofones
2. El Negrito del Batey
3. El Hombre Marinero
4. Con el Alma
5. Era Gloriosa
6. La Manigua
7. Caña Brava
8. La Maricutana
9. El Tabaco
10. El Merengón

- Blues Bar y Su Música (1977)

1. Summer Time
2. Niebla del Riachuelo
3. A Mi Manera (My Way)
4. Teléfono a Larga Distancia
5. Stormy Weather
6. New York, New York
7. Europa
8. Medley: La Cucaracha / Cachito / Panameña

- Sonido del Alma (2000)

1. Summer Time
2. Teléfono a Larga Distancia
3. A Mi Manera (My Way)
4. Medley: La Cucaracha / Cachito / Panameña
5. Stormy Weather
6. Niebla del Riachuelo
7. Europa
8. New York, New York

- Saxo-Merengues

1. El Tabaco
2. La Manigua
3. Caña Brava
4. La Maricutana
5. Con el Alma
6. El Merengón
7. Era Gloriosa
8. El Negrito del Batey
9. El Hombre Marinero
10. Los Saxofones

## Relevancia
Tavito Vásquez fue un pionero en el arte de la improvisación aplicado al merengue y en él puede advertirse la influencia del saxofonista norteamericano Charlie Parker. Al extrapolar el lenguaje del jazz a ritmos como el merengue, Vásquez generó toda una revolución en el panorama de la música popular dominicana.